# Temporada 2022 del Campeonato de Fórmula Regional Europea
La temporada 2022 del Campeonato de Fórmula Regional Europea fue la cuarta edición de dicha competición. Comenzó el 23 de abril en Monza y finalizó el 23 de octubre en Mugello.
Dino Beganovic se consagró campeón de la competición en la primera carrera de la última ronda.

## Escuderías y pilotos
| Escudería             | N.º | Piloto              | Estado | Rondas       |
| --------------------- | --- | ------------------- | ------ | ------------ |
| Prema Racing          | 3   | Paul Aron           |        | Todas        |
| Prema Racing          | 18  | Dino Beganovic      |        | Todas        |
| Prema Racing          | 58  | Sebastián Montoya   | N      | Todas        |
| Prema Racing          | 88  | Hamda Al Qubaisi    | F      | 1-8          |
| Prema Racing          | 88  | Amna Al Qubaisi     | F I    | 9-10         |
| Trident               | 4   | Roman Bilinski      | N      | Todas        |
| Trident               | 70  | Tim Tramnitz        | N      | Todas        |
| Trident               | 72  | Leonardo Fornaroli  | N      | Todas        |
| Monolite Racing       | 5   | Macéo Capietto      | N      | Todas        |
| Monolite Racing       | 6   | Pietro Armanni      | N      | Todas        |
| Monolite Racing       | 24  | Cenyu Han           | N      | 1-5          |
| Monolite Racing       | 24  | Nicola Marinangeli  |        | 7-10         |
| G4 Racing             | 7   | Axel Gnos           |        | 1-7, 9-10    |
| G4 Racing             | 7   | Gillian Henrion     | I      | 8            |
| G4 Racing             | 8   | Matías Zagazeta     | N      | Todas        |
| G4 Racing             | 22  | Tereza Bábíčková    | F I    | 8            |
| G4 Racing             | 92  | Owen Tangavelou     | N      | 1-5          |
| FA Racing by MP       | 9   | Esteban Masson      | N      | 1-6          |
| FA Racing by MP       | 9   | Francesco Braschi   |        | 7-10         |
| FA Racing by MP       | 12  | Victor Bernier      | N      | Todas        |
| FA Racing by MP       | 35  | Nicolás Baptiste    | N      | Todas        |
| Arden Motorsport      | 10  | Joshua Dürksen      | N      | Todas        |
| Arden Motorsport      | 19  | Noel León           | N      | Todas        |
| Arden Motorsport      | 91  | Eduardo Barrichello |        | Todas        |
| Van Amersfoort Racing | 11  | Levente Révész      | N      | Todas        |
| Van Amersfoort Racing | 13  | Joshua Dufek        | N      | Todas        |
| Van Amersfoort Racing | 27  | Kas Haverkort       |        | Todas        |
| R-ace GP              | 15  | Léna Bühler         | F      | 1-3          |
| R-ace GP              | 16  | Lorenzo Fluxá       |        | Todas        |
| R-ace GP              | 26  | Hadrien David       |        | Todas        |
| R-ace GP              | 85  | Gabriel Bortoleto   |        | Todas        |
| MP Motorsport         | 17  | Sami Meguetounif    | N      | Todas        |
| MP Motorsport         | 30  | Michael Belov       |        | 1-5          |
| MP Motorsport         | 30  | Mari Boya           |        | 7-10         |
| MP Motorsport         | 77  | Dilano van't Hoff   |        | 1-3, 5, 7-10 |
| MP Motorsport         | 77  | Francesco Braschi   | N      | 6            |
| KIC Motorsport        | 21  | Piotr Wiśnicki      | N      | 1, 3-10      |
| KIC Motorsport        | 21  | Patrik Pasma        |        | 2            |
| KIC Motorsport        | 28  | Francesco Braschi   | N      | 1-5          |
| KIC Motorsport        | 28  | Sebastian Øgaard    | I      | 8-10         |
| KIC Motorsport        | 68  | Santiago Ramos      | N      | 1-9          |
| KIC Motorsport        | 68  | William Alatalo     | I      | 10           |
| ART Grand Prix        | 42  | Laurens van Hoepen  | N      | Todas        |
| ART Grand Prix        | 46  | Gabriele Minì       |        | Todas        |
| ART Grand Prix        | 64  | Mari Boya           |        | 1-6          |
| ART Grand Prix        | 64  | Esteban Masson      | N      | 7-10         |
| RPM                   | 55  | Pietro Delli Guanti |        | 1-7          |
| RPM                   | 55  | Pierre-Louis Chovet | I      | 8-10         |
| RPM                   | 65  | Keith Donegan       |        | 1-5          |
| RPM                   | 65  | Owen Tangavelou     | N      | 6-10         |
| RPM                   | 75  | Andrea Rosso        |        | 6            |
| RPM                   | 75  | Santiago Ramos      | N      | 10           |
| Fuentes:              |     |                     |        |              |

| Icono | Leyenda  |
| ----- | -------- |
| N     | Novato   |
| F     | Femenino |

## Calendario
| Ronda   | Ronda | Circuito                                       | Fecha            |
| ------- | ----- | ---------------------------------------------- | ---------------- |
| 1       | C1    | Autodromo Nazionale di Monza, Monza            | 23 de abril      |
| 1       | C2    | Autodromo Nazionale di Monza, Monza            | 24 de abril      |
| 2       | C1    | Autodromo Enzo e Dino Ferrari, Imola           | 7 de mayo        |
| 2       | C2    | Autodromo Enzo e Dino Ferrari, Imola           | 8 de mayo        |
| 3       | C1    | Circuito de Mónaco, Montecarlo                 | 28 de mayo       |
| 3       | C2    | Circuito de Mónaco, Montecarlo                 | 29 de mayo       |
| 4       | C1    | Circuito Paul Ricard, Le Castellet             | 4 de junio       |
| 4       | C2    | Circuito Paul Ricard, Le Castellet             | 5 de junio       |
| 5       | C1    | Circuito de Zandvoort, Zandvoort               | 18 de junio      |
| 5       | C2    | Circuito de Zandvoort, Zandvoort               | 19 de junio      |
| 6       | C1    | Hungaroring, Mogyoród                          | 9 de julio       |
| 6       | C2    | Hungaroring, Mogyoród                          | 10 de julio      |
| 7       | C1    | Circuito de Spa-Francorchamps, Francorchamps   | 28 de julio      |
| 7       | C2    | Circuito de Spa-Francorchamps, Francorchamps   | 29 de julio      |
| 8       | C1    | Red Bull Ring, Spielberg                       | 10 de septiembre |
| 8       | C2    | Red Bull Ring, Spielberg                       | 11 de septiembre |
| 9       | C1    | Circuito de Barcelona-Cataluña, Montmeló       | 15 de octubre    |
| 9       | C2    | Circuito de Barcelona-Cataluña, Montmeló       | 16 de octubre    |
| 10      | C1    | Autódromo Internacional del Mugello, Scarperia | 22 de octubre    |
| 10      | C2    | Autódromo Internacional del Mugello, Scarperia | 23 de octubre    |
| Fuente: |       |                                                |                  |

## Resultados
| Ronda | Ronda | Ronda             | Pole Position     | Vuelta rápida     | Piloto ganador    | Escudería ganadora    | Novato ganador     |
| ----- | ----- | ----------------- | ----------------- | ----------------- | ----------------- | --------------------- | ------------------ |
| 1     | C1    | Monza             | Dino Beganovic    | Dino Beganovic    | Dino Beganovic    | Prema Racing          | Sebastián Montoya  |
| 1     | C2    | Monza             | Paul Aron         | Paul Aron         | Paul Aron         | Prema Racing          | Sebastián Montoya  |
| 2     | C1    | Imola             | Gabriele Minì     | Gabriele Minì     | Dino Beganovic    | Prema Racing          | Sebastián Montoya  |
| 2     | C2    | Imola             | Gabriele Minì     | Gabriele Minì     | Gabriele Minì     | ART Grand Prix        | Tim Tramnitz       |
| 3     | C1    | Montecarlo        | Hadrien David     | Mari Boya         | Hadrien David     | R-ace GP              | Laurens van Hoepen |
| 3     | C2    | Montecarlo        | Dino Beganovic    | Mari Boya         | Dino Beganovic    | Prema Racing          | Laurens van Hoepen |
| 4     | C1    | Le Castellet      | Dino Beganovic    | Paul Aron         | Paul Aron         | Prema Racing          | Tim Tramnitz       |
| 4     | C2    | Le Castellet      | Gabriele Minì     | Hadrien David     | Gabriele Minì     | ART Grand Prix        | Roman Bilinski     |
| 5     | C1    | Zandvoort         | Paul Aron         | Hadrien David     | Paul Aron         | Prema Racing          | Joshua Dufek       |
| 5     | C2    | Zandvoort         | Paul Aron         | Paul Aron         | Paul Aron         | Prema Racing          | Sebastián Montoya  |
| 6     | C1    | Budapest          | Kas Haverkort     | Kas Haverkort     | Kas Haverkort     | Van Amersfoort Racing | Roman Bilinski     |
| 6     | C2    | Budapest          | Hadrien David     | Gabriele Minì     | Hadrien David     | R-ace GP              | Tim Tramnitz       |
| 7     | C1    | Spa-Francorchamps | Dino Beganovic    | Paul Aron         | Dino Beganovic    | Prema Racing          | Sami Meguetounif   |
| 7     | C2    | Spa-Francorchamps | Paul Aron         | Hadrien David     | Gabriel Bortoleto | R-ace GP              | Tim Tramnitz       |
| 8     | C1    | Spielberg         | Paul Aron         | Kas Haverkort     | Kas Haverkort     | Van Amersfoort Racing | Joshua Dufek       |
| 8     | C2    | Spielberg         | Hadrien David     | Gabriele Minì     | Hadrien David     | R-ace GP              | Joshua Dufek       |
| 9     | C1    | Barcelona         | Paul Aron         | Gabriel Bortoleto | Paul Aron         | Prema Racing          | Joshua Dufek       |
| 9     | C2    | Barcelona         | Gabriel Bortoleto | Hadrien David     | Gabriel Bortoleto | R-ace GP              | Joshua Dürksen     |
| 10    | C1    | Mugello           | Paul Aron         | Gabriele Minì     | Paul Aron         | Prema Racing          | Victor Bernier     |
| 10    | C2    | Mugello           | Gabriel Bortoleto | Gabriele Minì     | Gabriele Minì     | ART Grand Prix        | Owen Tangavelou    |

## Clasificaciones

### Puntuaciones
| Posición | 1.º | 2.º | 3.º | 4.º | 5.º | 6.º | 7.º | 8.º | 9.º | 10.º |
| Puntos   | 25  | 18  | 15  | 12  | 10  | 8   | 6   | 4   | 2   | 1    |

### Campeonato de Pilotos
| Pos.                                            | Piloto              | MNZ | MNZ | IMO | IMO | MON | MON | LEC | LEC | ZAN | ZAN | BUD | BUD | SPA | SPA | SPI | SPI | BAR | BAR | MUG | MUG | Puntos |
| ----------------------------------------------- | ------------------- | --- | --- | --- | --- | --- | --- | --- | --- | --- | --- | --- | --- | --- | --- | --- | --- | --- | --- | --- | --- | ------ |
| 1                                               | Dino Beganovic      | 1   | 2   | 1   | 2   | 2   | 1   | 2   | DSQ | 4   | 3   | 7   | 16  | 1   | 3   | 4   | 2   | 11  | 10  | 4   | 3   | 282    |
| 2                                               | Gabriele Minì       | 15  | 3   | 28  | 1   | 4   | 3   | 5   | 1   | 3   | 2   | 2   | 2   | DSQ | 6   | 7   | 4   | 5   | 7   | Ret | 1   | 242    |
| 3                                               | Paul Aron           | 27  | 1   | 3   | 6   | 25  | DNQ | 1   | 3   | 1   | 1   | 6   | 7   | 4   | 4   | Ret | 16  | 1   | 4   | 1   | 11  | 241    |
| 4                                               | Hadrien David       | 4   | 7   | 10  | 4   | 1   | 2   | 6   | 4   | 12  | 7   | 8   | 1   | 18  | 2   | 13  | 1   | 2   | 2   | 8   | 4   | 224    |
| 5                                               | Kas Haverkort       | 5   | 4   | 5   | DSQ | 3   | 4   | 9   | 2   | 2   | 15  | 1   | 12  | 7   | 12  | 1   | 14  | 4   | 5   | 6   | 10  | 186    |
| 6                                               | Gabriel Bortoleto   | 6   | 9   | 7   | 3   | 6   | 5   | 4   | 5   | Ret | 8   | 9   | 3   | 14  | 1   | 15  | 5   | 7   | 1   | Ret | 2   | 176    |
| 7                                               | Michael Belov       | 2   | 5   | 15  | 5   | 5   | 6   | 3   | 6   | 7   | 6   |     |     |     |     |     |     |     |     |     |     | 93     |
| 8                                               | Leonardo Fornaroli  | 10  | 15  | 8   | 8   | 9   | 12  | 20  | 23  | 8   | 5   | 4   | 5   | 6   | 8   | 19  | 10  | 9   | 8   | 5   | 8   | 83     |
| 9                                               | Joshua Dufek        | 18  | 13  | 12  | 10  | DNQ | 22  | Ret | 25  | 23  | 10  | 5   | 6   | 10  | 21  | 2   | 3   | 8   | Ret | 3   | 7   | 79     |
| 10                                              | Mari Boya           | 7   | 6   | 2   | 21  | 7   | 7   | 7   | 7   | 5   | 12  | 12  | 14  | 13  | 10  | 10  | Ret | 25  | 29  | 17  | 12  | 69     |
| 11                                              | Eduardo Barrichello | 26  | 20  | 19  | 17  | 11  | 13  | 21  | 15  | 18  | 32  | Ret | 18  | 3   | 5   | 5   | 8   | 6   | 12  | 23  | 23  | 51     |
| 12                                              | Lorenzo Fluxá       | 3   | 23  | 11  | 11  | DNQ | 18  | 8   | 8   | 15  | 14  | 14  | 13  | 5   | Ret | 9   | Ret | 16  | 9   | 13  | 5   | 51     |
| 13                                              | Sebastián Montoya   | 8   | 8   | 4   | Ret | 17  | 14  | 11  | 11  | 6   | 4   | 16  | 8   | 16  | 13  | 32  | 17  | 13  | 15  | 12  | 20  | 44     |
| 14                                              | Joshua Dürksen      | 19  | 14  | 6   | 12  | 12  | 10  | 13  | 12  | Ret | 18  | 15  | Ret | 21  | 14  | 6   | 6   | 10  | 6   | 9   | 13  | 40     |
| 15                                              | Tim Tramnitz        | 11  | 12  | 9   | 7   | 16  | Ret | 10  | 10  | Ret | Ret | Ret | 4   | 8   | 7   | 33† | 9   | 22  | 13  | 11  | 14  | 36     |
| 16                                              | Sami Meguetounif    | 9   | 11  | Ret | DNS | 15  | 11  | 15  | 19  | 13  | 16  | 17  | Ret | 2   | 11  | 11  | 15  | 20  | 21  | 16  | 28  | 21     |
| 17                                              | Victor Bernier      | 14  | 17  | NC  | 32† | DNQ | 17  | 23  | Ret | 9   | 13  | 18  | Ret | 15  | 17  | 26  | 13  | Ret | Ret | 2   | 15  | 20     |
| 18                                              | Roman Bilinski      | 13  | 18  | 14  | 14  | 18  | Ret | 16  | 9   | 11  | 11  | 3   | Ret | 11  | 19  | 17  | Ret | 21  | 14  | 21  | 25  | 17     |
| 19                                              | Dilano van't Hoff   | Ret | 19  | 21  | 18  | DNQ | 20  |     |     | WD  | WD  |     |     | 27  | 24  | 20  | Ret | 3   | Ret | 20  | 9   | 17     |
| 20                                              | Owen Tangavelou     | 22  | 26  | 31† | 16  | DNQ | 19  | 14  | Ret | 17  | 19  | 19  | 9   | 9   | 9   | 14  | 11  | 17  | Ret | DNS | 6   | 15     |
| 21                                              | Laurens van Hoepen  | Ret | Ret | 20  | 13  | 8   | 8   | 18  | 13  | 19  | 21  | 11  | 15  | 20  | 15  | 8   | Ret | 18  | 19  | 10  | 17  | 15     |
| 22                                              | Macéo Capietto      | 12  | 10  | 13  | 9   | 13  | Ret | 26  | Ret | 16  | 9   | 26  | 10  | 19  | 16  | 16  | 28  | 23  | 20  | 7   | 18  | 12     |
| 23                                              | Noel León           | 21  | 25  | 22  | 15  | 10  | 9   | 17  | 20  | 24  | 17  | 13  | 17  | 22  | Ret | 12  | 12  | 12  | 17  | 24  | 27  | 3      |
| 24                                              | Esteban Masson      | 17  | 22  | 23  | 20  | 14  | 15  | 32  | Ret | 14  | Ret | 10  | 11  | 17  | 22  | 22  | Ret | 19  | 16  | 19  | 22  | 1      |
| 25                                              | Pietro Delli Guanti | Ret | 24  | 16  | Ret | 19  | 16  | 12  | 14  | 10  | Ret | 21  | 29† | 25  | 18  |     |     |     |     |     |     | 1      |
| 26                                              | Francesco Braschi   | 29  | 30  | 27  | 24  | 24  | DNQ | 24  | 17  | 26  | 23  | 23  | 23  | 23  | 23  | 18  | 27  | 26  | 11  | Ret | Ret | 1      |
| 27                                              | Santiago Ramos      | 25  | Ret | 32  | 19  | 23  | DNQ | 22  | 16  | 22  | 22  | 20  | 27  | 12  | Ret | 24  | 22  | 33† | 26  | 18  | 19  | 0      |
| 28                                              | Levente Révész      | 23  | 27  | 17  | 22  | 22  | DNQ | 25  | Ret | 21  | 24  | 22  | 19  | 28  | 20  | 21  | 18  | 14  | 30  | 25  | Ret | 0      |
| 29                                              | Nicolás Baptiste    | 16  | 29  | Ret | 26  | DNQ | 25  | 33  | 28  | 27  | 26  | 30  | 28  | 30  | 27  | 25  | 21  | 31  | 22  | 15  | 21  | 0      |
| 30                                              | Keith Donegan       | 31† | 16  | 25  | 25  | 20  | DNQ | 27  | 18  | Ret | 29  |     |     |     |     |     |     |     |     |     |     | 0      |
| 31                                              | Axel Gnos           | Ret | WD  | 18  | 29  | DNQ | 24  | 28  | 24  | 25  | 30  | 29  | 22  | WD  | WD  |     |     | 29  | 28  | 26  | 32  | 0      |
| 32                                              | Matías Zagazeta     | 20  | 28  | 26  | 28  | DNQ | 21  | 19  | 22  | 20  | 20  | 25  | 21  | 24  | 25  | 31  | 26  | 24  | 18  | 30  | 29  | 0      |
| 33                                              | Pietro Armanni      | 32† | Ret | 30  | 27  | 21  | DNQ | 31  | 21  | 28  | 31  | 24  | 25  | 31  | Ret | 30  | 19  | 32† | 23  | 28  | 24  | 0      |
| 34                                              | Andrea Rosso        |     |     |     |     |     |     |     |     |     |     | 27  | 20  |     |     |     |     |     |     |     |     | 0      |
| 35                                              | Piotr Wiśnicki      | 24  | 21  |     |     | DNQ | 23  | 30  | 27  | 29  | 25  | 28  | 24  | 29  | Ret | 28  | 23  | 28  | 25  | 27  | Ret | 0      |
| 36                                              | Patrik Pasma        |     |     | 24  | 23  |     |     |     |     |     |     |     |     |     |     |     |     |     |     |     |     | 0      |
| 37                                              | Nicola Marinangeli  |     |     |     |     |     |     |     |     |     |     |     |     | Ret | 26  | 23  | 25  | 30  | 27  | 29  | 31  | 0      |
| 38                                              | Hamda Al Qubaisi    | 30  | Ret | Ret | 31  | 27  | DNQ | 29  | 26  | 30  | 27  | 31  | 26  | 26  | Ret | 29  | 24  |     |     |     |     | 0      |
| 39                                              | Léna Bühler         | Ret | Ret | WD  | WD  | 26  | DNQ |     |     |     |     |     |     |     |     |     |     |     |     |     |     | 0      |
| 40                                              | Cenyu Han           | 28  | 31  | 29  | 30  | 28  | DNQ | Ret | 29  | 31  | 28  |     |     |     |     |     |     |     |     |     |     | 0      |
| Pilotos invitados inelegibles para sumar puntos |                     |     |     |     |     |     |     |     |     |     |     |     |     |     |     |     |     |     |     |     |     |        |
|                                                 | Pierre-Louis Chovet |     |     |     |     |     |     |     |     |     |     |     |     |     |     | 3   | 7   | 15  | 3   | 14  | 16  |        |
|                                                 | Gillian Henrion     |     |     |     |     |     |     |     |     |     |     |     |     |     |     | Ret | 20  |     |     |     |     |        |
|                                                 | William Alatalo     |     |     |     |     |     |     |     |     |     |     |     |     |     |     |     |     |     |     | 22  | 26  |        |
|                                                 | Sebastian Øgaard    |     |     |     |     |     |     |     |     |     |     |     |     |     |     | 27  | 29  | 27  | 24  | 31† | 30  |        |
|                                                 | Amna Al Qubaisi     |     |     |     |     |     |     |     |     |     |     |     |     |     |     |     |     | Ret | 31  | Ret | Ret |        |
|                                                 | Tereza Bábíčková    |     |     |     |     |     |     |     |     |     |     |     |     |     |     | Ret | WD  |     |     |     |     |        |
| Pos.                                            | Piloto              | MNZ | MNZ | IMO | IMO | MON | MON | LEC | LEC | ZAN | ZAN | BUD | BUD | SPA | SPA | SPI | SPI | BAR | BAR | MUG | MUG | Puntos |

| Color     | Resultado                                                               |
| --------- | ----------------------------------------------------------------------- |
| Oro       | Ganador                                                                 |
| Plata     | 2.ª plaza                                                               |
| Bronce    | 3.ª plaza                                                               |
| Verde     | Finalizó en los puntos                                                  |
| Azul      | Finalizó sin puntos                                                     |
| Azul      | NC - No clasificado                                                     |
| Violeta   | Ret - No terminó (Carrera)                                              |
| Rojo      | DNQ - No se clasificó                                                   |
| Negro     | DSQ - Descalificado                                                     |
| Blanco    | DNS - No empezó (carrera)                                               |
| Blanco    | WD - Retirado (fin de semana)                                           |
| Blanco    | C - Carrera cancelada                                                   |
| Sin color | DNP - Inscrito pero no participó                                        |
| Sin color | INJ - Lesionado                                                         |
| Sin color | EX - Excluido                                                           |
| Estado    | Resultado                                                               |
| Negrita   | Pole position                                                           |
| Cursiva   | Vuelta rápida                                                           |
| †         | Abandona, pero clasifica al completar el porcentaje requerido para ello |

| Novato |

### Campeonato de Escuderías
| Pos. | Escudería             | Puntos |
| ---- | --------------------- | ------ |
| 1    | Prema Racing          | 531    |
| 2    | R-ace GP              | 421    |
| 3    | ART Grand Prix        | 315    |
| 4    | Van Amersfoort Racing | 265    |
| 5    | Trident               | 136    |
| 6    | MP Motorsport         | 134    |
| 7    | Arden Motorsport      | 94     |
| 8    | FA Racing by MP       | 22     |
| 9    | RPM                   | 16     |
| 10   | Monolite Racing       | 12     |
| 11   | KIC Motorsport        | 0      |
| 12   | G4 Racing             | 0      |

### Citas
1. ↑  «Dino Beganovic, campeón de la Fórmula Regional Europea 2022; Montoya terminó 12 en la carrera 1». Win Sports. 22 de octubre de 2022. Consultado el 22 de octubre de 2022.
2. ↑  «PAUL ARON COMPLETES PREMA RACING'S FRECA LINE-UP». Prema Powerteam (en inglés). 14 de febrero de 2022. Consultado el 14 de febrero de 2022.
3. ↑  «DINO BEGANOVIC TO RACE FOR PREMA IN 2022 FORMULA REGIONAL EUROPEAN CHAMPIONSHIP BY ALPINE». Prema Powerteam (en inglés). 21 de diciembre de 2021. Archivado desde el original el 19 de octubre de 2022. Consultado el 21 de diciembre de 2021.
4. ↑  «SEBASTIAN MONTOYA STEPS UP TO FORMULA REGIONAL EUROPEAN CHAMPIONSHIP BY ALPINE WITH PREMA RACING». Prema Powerteam (en inglés). 20 de enero de 2022. Archivado desde el original el 19 de octubre de 2022. Consultado el 20 de enero de 2022.
5. ↑  «HAMDA AL QUBAISI STEPS UP TO FORMULA REGIONAL EUROPEAN CHAMPIONSHIP BY ALPINE WITH PREMA RACING». Prema Powerteam (en inglés). 4 de abril de 2022. Consultado el 4 de abril de 2022.
6. ↑  «R09 BARCELONA - FORMULA REGIONAL EUROPEAN CHAMPIONSHIP BY ALPINE RACE PREVIEW». Prema Powerteam (en inglés). 11 de octubre de 2022. Consultado el 11 de octubre de 2022.
7. ↑  «2022-FRECA-Rd01-Monza-Doc. 02-Cars and Drivers Admitted» (PDF). Campeonato de Fórmula Regional Europea (en inglés). 21 de abril de 2022. Consultado el 9 de septiembre de 2022.
8. ↑  «2022-FRECA-Rd08-Red-Bull-Ring-02-Official-Entry-List» (PDF). Campeonato de Fórmula Regional Europea (en inglés). 8 de septiembre de 2022. Consultado el 9 de septiembre de 2022.
9. ↑  «ROMAN BILINSKI CON TRIDENT MOTORSPORT PER IL CAMPIONATO EUROPEO FORMULA REGIONAL BY ALPINE». Trident Motorsport (en italiano). 16 de febrero de 2022. Consultado el 16 de febrero de 2022.
10. ↑  «TRIDENT MOTORSPORT ANNUNCIA TRAMNITZ PER LA STAGIONE 2022 NEL CAMPIONATO EUROPEO DI FORMULA REGIONAL BY ALPINE». Trident Motorsport (en italiano). 11 de febrero de 2022. Consultado el 11 de febrero de 2022.
11. ↑  «CON FORNAROLI TRIDENT MOTORSPORT COMPLETA LA LINE-UP PER IL CAMPIONATO EUROPEO FORMULA REGIONAL BY ALPINE». Trident Motorsport (en italiano). 23 de febrero de 2022. Consultado el 23 de febrero de 2022.
12. ↑  «Monolite Racing, Maceo Capietto join forces for 2022». Campeonato de Fórmula Regional Europea (en inglés). 22 de marzo de 2022. Consultado el 22 de marzo de 2022.
13. ↑  Wood, Ida (7 de febrero de 2022). «Monolite Racing expands to three cars in FREC, signs Armanni». FormulaScout.com (en inglés). Consultado el 7 de febrero de 2022.
14. ↑  «Han Cenyu to make Formula Regional by Alpine debut with Monolite». Campeonato de Fórmula Regional Europea (en inglés). 22 de marzo de 2022. Consultado el 22 de marzo de 2022.
15. ↑  «Rivoluzione sulla griglia di Spa Scambio Masson-Boya, Braschi in FA». ItaliaRacing.net (en italiano). 26 de julio de 2022. Consultado el 26 de julio de 2022.
16. ↑  Wood, Ida (14 de marzo de 2022). «Axel Gnos confirmed at G4 for second FREC season». FormulaScout.com (en inglés). Consultado el 14 de marzo de 2022.
17. ↑  «GILLIAN HENRION TO REPLACE INJURED AXEL GNOS AT RED BULL RING». G4 Racing (en inglés). 31 de agosto de 2022. Consultado el 5 de septiembre de 2022.
18. ↑  Wood, Ida (1 de marzo de 2022). «British F4 runner-up Matias Zagazeta joins G4 Racing in FREC». FormulaScout.com (en inglés). Consultado el 1 de marzo de 2022.
19. ↑  «G4 RACING ANNOUNCES W SERIES DRIVER TEREZA BÁBÍČKOVÁ FOR FRECA ROUND 8». G4 Racing (en inglés). 5 de septiembre de 2022. Archivado desde el original el 5 de septiembre de 2022. Consultado el 5 de septiembre de 2022.
20. ↑  Wood, Ida (4 de marzo de 2022). «F4 graduate Owen Tangavelou joins G4 Racing in FREC». FormulaScout.com (en inglés). Consultado el 4 de marzo de 2022.
21. ↑  Allen, Peter (18 de marzo de 2022). «French F4 champion Esteban Masson joins FA Racing for FREC move». FormulaScout.com (en inglés). Consultado el 18 de marzo de 2022.
22. 1 2  «Formula Regional | Braschi con FA Racing fino a fine 2022, Boya si unisce a MP Motorsport». P300.it (en italiano). 26 de julio de 2022. Consultado el 26 de julio de 2022.
23. ↑  «Victor Bernier joins FA Racing line-up for Formula Regional European Championship by Alpine». Campeonato de Fórmula Regional Europea (en inglés). 22 de marzo de 2022. Consultado el 22 de marzo de 2022.
24. ↑  Wood, Ida (31 de enero de 2022). «Nicolas Baptiste steps up to FREC with FA Racing». FormulaScout.com (en inglés). Consultado el 31 de enero de 2022.
25. ↑  Wood, Ida (11 de febrero de 2022). «Arden adds Joshua Duerksen to FREC line-up». FormulaScout.com (en inglés). Consultado el 11 de febrero de 2022.
26. ↑  Wood, Ida (14 de enero de 2022). «F4 champion Noel Leon joins Red Bull and Arden for FREC move». FormulaScout.com (en inglés). Consultado el 14 de enero de 2022.
27. ↑  Allen, Peter (16 de febrero de 2022). «Eduardo Barrichello joins Arden for Formula Regional Europe return». FormulaScout.com (en inglés). Consultado el 16 de febrero de 2022.
28. ↑  «LEVENTE RÉVÉSZ JOINS VAR FOR 2022 FRECA SEASON». Van Amersfoort Racing (en inglés). 23 de diciembre de 2021. Consultado el 23 de diciembre de 2021.
29. ↑  «JOSHUA DUFEK REJOINS VAR FOR 2022 FRECA CAMPAIGN». Van Amersfoort Racing (en inglés). 11 de febrero de 2022. Consultado el 11 de febrero de 2022.
30. ↑  «VAR SIGNS KAS HAVERKORT FOR 2022 FRECA SEASON». Van Amersfoort Racing (en inglés). 3 de diciembre de 2021. Archivado desde el original el 24 de enero de 2022. Consultado el 3 de diciembre de 2021.
31. 1 2  «FORMULA REGIONAL EUROPEAN CHAMPIONSHIP BY ALPINE READY TO TAKE-OFF AT MONZA». Campeonato de Fórmula Regional Europea (en inglés). 20 de abril de 2022. Consultado el 21 de abril de 2022.
32. ↑  Wood, Ida (8 de febrero de 2022). «R-ace GP’s FRAC driver Lorenzo Fluxa stays with team for FREC». FormulaScout.com (en inglés). Consultado el 8 de febrero de 2022.
33. ↑  Gascoigne, Roger (1 de febrero de 2022). «French teens David and Masson confirmed for 2022 FREC campaigns». FormulaScout.com (en inglés). Consultado el 1 de febrero de 2022.
34. ↑  Wood, Ida (7 de enero de 2022). «R-ace GP signs Bortoleto for FREC, Buhler for FRAC». FormulaScout.com (en inglés). Consultado el 7 de enero de 2022.
35. ↑  «Sami Meguetounif joins MP Motorsport for first full Formula Regional European Championship by Alpine season». MP Motorsport (en inglés). 21 de marzo de 2022. Consultado el 21 de marzo de 2022.
36. ↑  Slafer, Tomás (1 de marzo de 2022). «OFICIAL: la FIA permite a los pilotos rusos competir internacionalmente». SoyMotor.com. Consultado el 17 de marzo de 2022.
37. ↑  «Michael Belov and MP Motorsport team up for Formula Regional European Championship by Alpine challenge». MP Motorsport (en inglés). 17 de marzo de 2022. Consultado el 17 de marzo de 2022.
38. ↑  «Dilano van't Hoff sticks with MP Motorsport for full season Formula Regional European by Alpine campaign». MP Motorsport (en inglés). 22 de marzo de 2022. Consultado el 22 de marzo de 2022.
39. ↑  Wood, Ida (6 de julio de 2022). «Injury puts van’t Hoff out of FREC in Hungary, Braschi takes place at MP». FormulaScout.com (en inglés). Consultado el 6 de julio de 2022.
40. ↑  «IN SEASON 2022 WE COMPETE IN FIA FORMULA REGIONAL EUROPEAN CHAMPIONSHIP SERIES BY ALPINE». KIC Motorsport (en inglés). Consultado el 6 de abril de 2022.
41. ↑  Wood, Ida (4 de mayo de 2022). «Pasma returns to KIC Motorsport in FREC as Imola stand-in». FormulaScout.com (en inglés). Consultado el 4 de mayo de 2022.
42. ↑  Hensby, Paul (26 de febrero de 2022). «Francesco Braschi Announced as KIC Motorsport’s First FRECA Driver for 2022». TheCheckeredFlag.com.uk (en inglés). Consultado el 1 de marzo de 2022.
43. ↑  Wood, Ida (7 de septiembre de 2022). «Spanish F4 runner-up Sebastian Ogaard joins FREC with KIC Motorsport». FormulaScout.com (en inglés). Consultado el 7 de septiembre de 2022.
44. ↑  Hensby, Paul (28 de febrero de 2022). «Santiago Ramos Moves to Formula Regional Europe for 2022 Season with KIC Motorsport». TheCheckeredFlag.com.uk (en inglés). Consultado el 1 de marzo de 2022.
45. 1 2  Wood, Ida (20 de octubre de 2022). «F3 racer Alatalo joins FREC finale, Bortoleto tops testing». FormulaScout.com (en inglés). Consultado el 20 de octubre de 2022.
46. ↑  «LAURENS VAN HOEPEN MAKES HIS SINGLE-SEATER DEBUT IN FRECA WITH ART». ART Grand Prix (en inglés). 25 de enero de 2022. Consultado el 25 de enero de 2022.
47. ↑  «ART GRAND PRIX ANNOUNCES EXTENSION WITH GABRIELE MINI IN FRECA». ART Grand Prix (en inglés). 14 de diciembre de 2021. Consultado el 14 de diciembre de 2021.
48. ↑  «MARI BOYA JOINS ART GRAND PRIX FOR THE 2022 FRECA CAMPAIGN». ART Grand Prix (en inglés). 18 de enero de 2022. Consultado el 18 de enero de 2022.
49. ↑  Wood, Ida (26 de julio de 2022). «ART GP replaces Boya with Masson for rest of FREC season». FormulaScout.com (en inglés). Consultado el 26 de julio de 2022.
50. ↑  «Formula Regional European Championship by Alpine: Race Performance Motorsport announces Pietro Delli Guanti». Campeonato de Fórmula Regional Europea (en inglés). 11 de marzo de 2022. Consultado el 11 de marzo de 2022.
51. ↑  Wood, Ida (6 de septiembre de 2022). «Chovet returns to FREC, Italian F4 adds race and rookies at Red Bull Ring». FormulaScout.com (en inglés). Consultado el 7 de septiembre de 2022.
52. ↑  «Tangavelou a Budapest con RPM che schiererà tre monoposto». ItaliaRacing.net (en italiano). 6 de julio de 2022. Consultado el 8 de julio de 2022.
53. ↑  Wood, Ida (4 de julio de 2022). «Rosso reverses racing exit by returning to FREC with R-P-M». FormulaScout.com (en inglés). Consultado el 4 de julio de 2022.
54. ↑  «Pre-selection of the 12 teams for the 2022 season». Campeonato de Fórmula Regional Europea (en inglés). 12 de noviembre de 2021. Consultado el 17 de noviembre de 2021.
55. ↑  Wood, Ida (23 de febrero de 2022). «New team Race Performance Motorsport replaces DR Formula in FREC». FormulaScout.con (en inglés). Consultado el 23 de febrero de 2022.
56. ↑  Wood, Ida (25 de octubre de 2021). «FREC secures Monaco F1 support slot again for 2022». FormulaScout.com (en inglés). Consultado el 17 de noviembre de 2021.